# Tomás Allende y García-Baxter
Tomás Allende y García-Baxter (Madrid, 4 de febrer 1920 - 10 de febrer de 1987) fou un advocat i polític espanyol, ministre d'agricultura durant els darrers anys del franquisme.

## Biografia
Era descendent de Tomás Juan Allende y Alonso (n. en 1848), un dels impulsors industrials de l'empresa carbonífera de Sabero, senador per Lleó en 1896 i oncle de la fotògrafa Bàrbara Allende Gil de Biedma, més coneguda com a Ouka Leele. Esra casat amb María Leticia Milans del Bosch i tingué nou fills.
Es va llicenciar en Dret per la Universitat de Madrid. Va lluitar voluntari com a alferes provisional en la Guerra Civil Espanyola. Durant la dictadura franquista va ser Procurador en Corts des de 1955, en diverses ocasions pel terç familiar i conseller nacional, i se l'ha considerat el primer i únic polític que va defensar i va guanyar una interpel·lació a les Corts de Franco amb relació a la reforma agrària. Fou el primer president de la Germanor Sindical de Pagesos i Ramaders. Com a president de la Cambra Sindical Agrària i del Sindicat Provincial de Ramaderia de Guadalajara, va passar a presidir la Cambra Oficial Sindical Nacional de Pagesos i Ramaders, a l'octubre de 1962, cessant al desembre de 1965, per ser nomenat subcomissari del Pla de Desenvolupament per a l'agricultura.
Fou Ministre d'Agricultura des de 1969 fins a desembre de 1975, en quatre governs successius. Com a ministre, reestructurà els organismes agraris autònoms i va crear l'Institut Nacional de Reforma i Desenvolupament Agrari (IRYDA), concentrant en l'ICONA diverses entitats relacionades amb el patrimoni forestal, caça, pesca i parcs nacionals i va transformar el Servei Nacional del Blat en Servei Nacional de Productes Agraris.
Juntament amb les carteres d'Exteriors, Comerç i Indústria va ser un dels primers impulsors de l'entrada d'Espanya en la CEE. La seva presència governamental en els últims gabinets de Franco, va coincidir amb l'anomenat "govern dels tecnòcrates" alguns dels quals se situaven en l'òrbita de l'Opus Dei.
Deixà la política activa en 1976, quan fou nomenat president de Telefònica, càrrec que ocupà fins a 1981. De 1981 a 1983 fou president d'Intelsa i candidat d'Alianza Popular al Senat d'Espanya per la província de Guadalajara a les eleccions generals espanyoles de 1977.